# Cyclades Macula
La Cyclades Macula è una struttura geologica della superficie di Europa.